# Caso Katzenberger
O Caso Katzenberger foi um notório julgamento sob as leis do Regime Nazista na Alemanha. Um empresário judeu proeminente na comunidade de Nurembergue, Lehmann (Leo) Katzenberger, foi acusado de ter um relacionamento amoroso com uma jovem "ariana", fato que o levou a ser sentenciado à morte em 14 de março de 1942. O juiz daquele julgamento, mais tarde foi processado nos Julgamentos de Nuremberg e condenado à prisão perpétua. O caso e a condenação do juiz nazista foram abordados pelo roteiro do filme de 1961 "Judgment at Nuremberg".

## Circunstâncias
Junto com seus dois irmãos, Leo Katzenberger (nascido em 28 de novembro de 1873 em Maßbach próximo de Bad Kissingen) era proprietário de uma grande loja de calçados e de uma rede de vendas que se espalhava pelo sudeste da Alemanha. Como um proeminente membro da comunidade judia de Nurembergue, em 1939 foi o principal dirigente da Organização Cultural Judia daquela cidade. Ele tinha uma antiga amizade com uma jovem fotógrafa, Irene Seiler (depois Scheffler), que alugara quartos em seu prédio de apartamentos (desde 1932) que ficava perto de seu escritório de trabalho. Intrigas locais foram ouvidas durante anos, sobre um eventual romance entre Seiler e Katzenberger.

## Julgamento

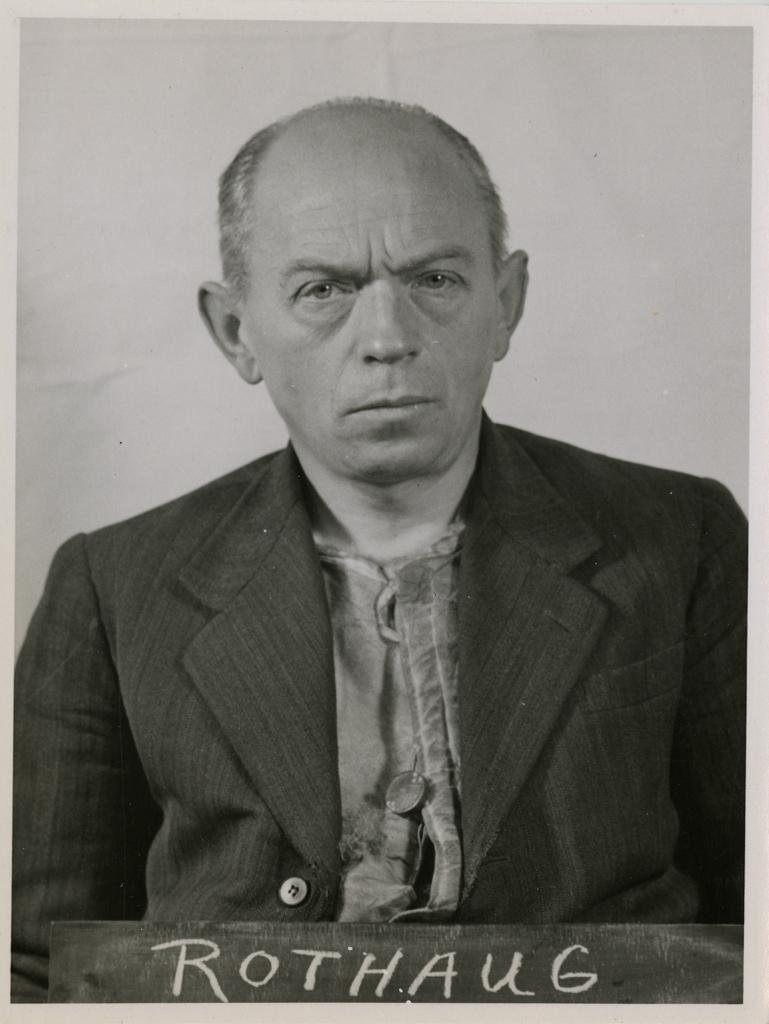
Oswald Rothaug na época do seu julgamento por crimes de guerra (1947).

Katzenberger acabou sendo denunciado às autoridades e foi preso em 18 de março de 1941 sob a acusação de desobedecer a Rassenschutzgesetz ou Lei de Proteção Racial, uma das leis municipais de Nurembergue, que considerava como crime judeus e não judeus manterem relações sexuais. Leo Katzenberger negou as acusações, o mesmo fazendo Irene Seiler, que declarara que as relações mantidas pelos dois era de pai e filha. O tribunal inicialmente considerou haver poucas provas para julgar a denúncia.
O caso, contudo, atrairia a atenção de Oswald Rothaug, um juiz conhecido pela severidade e rancor nazista, que manipulou para que os autos passassem para suas mãos. Ele percebeu a publicidade que o julgamento poderia causar e o impulso que sua carreira ganharia no meio nazista, caso conseguisse a condenação do réu judeu.
Nenhuma prova definitiva foi apresentada e a sentença normal seria a prisão por alguns anos. Contudo, a Volkschädlingsgesetz (lei marcial) agora vigorava e bastou um simples testemunho sobre Katzenberger ter sido visto deixando o apartamento de Seiler "quando já estava escuro" para que Rothaug aplicasse a pena de morte contra ele.

## Consequências
Leo Katzenberger foi guilhotinado na Prisão Stadelheim em Munique no dia 2 de junho de 1942. Irene Seiler foi considerada culpada por perjúrio quando negou o relacionamento e foi condenada a dois anos de detenção (as mulheres não podiam ser enquadradas na Lei de Proteção Racial).
Oswald Rothaug foi transferido para um cargo de promotor em Berlim em 1943, não tendo conseguido se tornar um Juiz como queria. Em 1947 ele foi processado pelos americanos, principalmente pelo seu papel no caso Katzenberger, e sentenciado a prisão perpétua. Foi solto em dezembro de 1956, aos 59 anos de idade. E morreria em Colônia, em 1967.
O caso Katzenberger é apontado como um episódio do extremo antissemitismo na Alemanha Nazista e do seu distorcido sistema judiciário. O filme de Hollywood "Judgment at Nuremberg" baseou-se vagamente nesse caso, com Spencer Tracy interpretando o juiz americano que presidiu o julgamento e Judy Garland, indicada ao Óscar pela sua performance, como uma mulher inspirada em Seiler.